# Adam Clayton
Adam Charles Clayton (Oxfordshire, Inglaterra; 13 de marzo de 1960) es el bajista de la banda de rock irlandesa U2. Ha residido en el condado de Dublín, Irlanda, desde que su familia se mudó a Malahide en 1965, cuando tenía cinco años. Clayton asistió a Mount Temple Comprehensive School, donde conoció a compañeros de escuela con los que cofundó U2 en 1976. Miembro de la banda desde su inicio, ha grabado 14 álbumes de estudio con U2.
El estilo de tocar el bajo de Clayton se destaca por su "sincopación armónica", que le da a la música un ritmo de conducción. Es conocido por su bajo tocando canciones como "Gloria", "New Year's Day", "Bullet the Blue Sky", "With or Without You", "Mysterious Ways", "Vertigo", "Get on Your Boots" y "Magnificent". Ha trabajado en varios proyectos en solitario a lo largo de su carrera, como su trabajo con el miembro de la banda Larry Mullen Jr. en la versión de 1996 de "Theme from Mission: Impossible". Como miembro de U2, Clayton recibió 22 premios Grammy y fue incluido en el Salón de la Fama del Rock and Roll en 2005.

## Biografía
Adam Clayton nació en Oxfordshire, el 13 de marzo de 1960. Es el hijo mayor de Brian y Josephine Clayton. Tiene dos hermanos, Sarah Jane (Sindy) y Sebastian. Con cinco años su familia se trasladó desde Oxfordshire a Malahide, County en Dublín, donde nació su hermano Sebastian. La familia Clayton comenzó una amistad con los Evans y por consecuente Adam conoció a Dick y David  (más conocido por The Edge), ambos miembros del grupo original, Feedback, que pronto cambió a U2.
Cuando tenía ocho años, Clayton fue enviado al internado privado Castle Park School en Dalkey, en el sur del condado de Dublín. Al no estar orientado al deporte, Adam no disfrutaba de la escuela ni respondía bien a su ética; Le resuló difícil integrarse socialmente allí. Estaba interesado en la música pop, que a los estudiantes no se les permitía escuchar. Se unió a la "Gramphone Society" de la escuela, que se reunía para escuchar música clásica. También tomó clases de piano por un corto tiempo. Su introducción al mundo de la música popular fue alrededor de los 10 años, escuchando óperas de rock como Jesus Christ Superstar y Hair, y otro material que estaba a medio camino entre la música clásica y música popular.
A los 13 años, Clayton ingresó en la escuela secundaria privada St Columba's College en Rathfarnham, Dublín. Aquí se hizo amigo de otros alumnos que estaban entusiasmados con los actos de música pop / rock de la época, incluidos The Who, The Beatles, Grateful Dead y Carole King. En respuesta, compró una guitarra acústica de £ 5 en una tienda de chatarra cerca de los muelles de Dublín, y comenzó a aprender acordes y canciones elementales. John Leslie, quien compartió una litera con Clayton en St. Columba's, lo persuadió de unirse a una banda escolar donde Clayton tocaría el bajo por primera vez. Su madre compró un bajo para él cuando tenía 14 años de edad sobre la base de una promesa dada de que se comprometería a aprender a tocar el instrumento.
Más tarde, Clayton cambió de escuela a la Escuela Integral Mount Temple, que no es internado, en Dublín, donde conoció a los futuros compañeros de banda de U2 Paul Hewson ("Bono") y Larry Mullen Jr., que también eran alumnos allí, y se reunió con su amigo de la infancia David Evans.

## U2
Adam era un tipo rebelde en su juventud. Un excéntrico, tolerado por los profesores y tratado con respetuosa distancia por casi todos sus compañeros. Fue en esta época cuando formó Feedback con Paul Hewson (Bono), Dave Evans (The Edge), su hermano Dick Evans, y el baterista Larry Mullen Jr. El conjunto pasaría a llamarse The Hype ya sin Dick, y tras esto U2.
Mientras que la banda era de cinco piezas (compuesta por Bono, The Edge, Mullen, Dik Evans y Clayton) se la conocía como "Feedback". El nombre se cambió posteriormente a "The Hype", pero cambió a "U2" poco después de que Dik Evans se fuera. Clayton se presentó como lo más cercano que la banda tenía a un gerente en su primeros años, entregándole los deberes a Paul McGuinness en mayo de 1978. En 1981, alrededor del segundo álbum de U2, espiritualmente cargado, octubre, se creó una grieta en la banda entre Clayton y McGuinness, y los otros tres miembros de la banda. Bono, The Edge y Mullen se habían unido a un grupo cristiano y estaban cuestionando la compatibilidad de la música rock con su espiritualidad. Sin embargo, Clayton, con sus opiniones religiosas más ambiguas, estaba menos preocupado y, por lo tanto, era más un extraño.
En 1995, después del Zoo TV Tour y el álbum Zooropa, Clayton se dirigió a Nueva York con su compañero de banda Mullen para recibir capacitación formal en el bajo; hasta entonces Clayton había sido completamente autodidacta. Durante ese período, trabajó en el álbum experimental de U2, lanzado bajo el seudónimo "Passengers", titulado Original Soundtracks 1. Ese álbum presenta uno de los pocos casos en los que Clayton ha aparecido como vocalista; habló el último verso de "Your Blue Room", el segundo sencillo del álbum. Antes de esto, Clayton solo había proporcionado voces de acompañamiento en vivo a temas como "Out of Control", "I Will Follow", "Twilight" y "Bullet the Blue Sky". Desde el PopMart Tour de 1997, Clayton no ha cantado en vivo de ninguna manera para la banda.

### ¿Dónde está Adam?
Durante el Zoo TV Tour (una de las giras más importantes de la historia de la música) tuvo diversos problemas de tipo amoroso con la modelo Naomi Campbell y con la bebida, lo que le llevaron a no presentarse a una fecha de la gira en Oceanía, haciendo que U2 por única vez en su historia tocara en directo con un integrante diferente a los cuatro originales. Su reemplazante en aquella ocasión fue su técnico Stuart Morgan. Este inédito hecho ocurrió en Sídney, el 26 de noviembre de 1993. Este concierto fue nombrado por los fanes como Where is Adam? (¿Dónde está Adam?). Fue justo un día antes de la filmación del mítico concierto, cuyo video fue posteriormente lanzado al mercado bajo el nombre de "Zoo TV: Live From Sídney".

## Estilo
El estilo de tocar el bajo de Clayton se destaca por lo que el instructor Patrick Pfeiffer llamó "sincopación armónica". Con esta técnica, Clayton toca un ritmo constante que enfatiza la octava nota de cada compás, pero "anticipa la armonía cambiando la tonalidad" antes que los acordes de guitarra. Esto le da a la música una sensación de "avance". Como bajista, las líneas de bajo más reconocibles de Clayton incluyen "New Year's Day", que surgió de un intento de tocar la canción de Visage "Fade to Gray" y "With or Without You". Su estilo incluye influencias de Motown y reggae, y cita a artistas como Paul Simonon de The Clash como influencias en su estilo musical. Él le da crédito a Jean-Jacques Burnel de The Stranglers por su elección de instrumento: "Recuerdo haber escuchado el bajo en Hanging Around e inmediatamente supe que iba a ser el instrumento para mí".
Cuando Clayton se unió por primera vez al incipiente U2, no tenía entrenamiento formal en el bajo. En los primeros años de la banda, generalmente tocaba partes simples en 4/4 veces, generalmente cadenas de 8 notas constantes. Bono dijo que cuando Clayton tocó el bajo al principio, "Adam solía fingir que podía tocar el bajo. Vino y comenzó a usar palabras como 'acción' y 'traste' y nos desconcertó. Tenía el único amplificador, así que nunca discutimos con él. Pensamos que este tipo debe ser músico; él sabe de lo que está hablando. Y luego, un día, descubrimos que no estaba tocando las notas correctas. Eso es lo que está mal, ¿sabes?". Su estilo se ha mantenido sutil y principalmente de apoyo, pero gradualmente se vuelve más sofisticado integrando elementos de Motown R&B y reggae y ofreciendo más variedad en sus líneas de bajo.
Clayton ha cantado en algunas ocasiones, incluida la canción "Endless Deep", el lado B del sencillo "Two Hearts Beat As One" de 1983. Clayton también cantó voces de respaldo en "I Will Follow", "Twilight", "Trip Through Your Wires" y también en algunas ocasiones en "With or Without You" y "Bullet the Blue Sky "durante las presentaciones en vivo. También habló el último verso de "Your Blue Room". Se puede escuchar a Clayton hablando en "Tomorrow ('96 Version)" (una regrabación de "Tomorrow" que arregló) una canción del álbum de U2 de octubre de 1981. Toca la guitarra en algunas ocasiones, sobre todo la canción "40", donde él y el guitarrista The Edge cambian de instrumento. También toca los teclados en "City of Blinding Lights" e "Iris (Hold Me Close)".

## Equipo
El primer bajo de Clayton fue un Ibanez Musician marrón, que interpretó en gran parte de la grabación de Boy y bien durante la era de War. Dos años después, a la edad de 16 años, Clayton le pidió a su padre que le comprara un Fender Precision de segunda mano, cuando Brian Clayton viajó a Nueva York, ya que sintió que necesitaba un bajo mejor para dominar el instrumento.
Durante el resto de su carrera, fue conocido principalmente por usar varios bajos Fender Precision y Jazz. Los bajos Precisión de Clayton se han modificado con mástil Fender Jazz Bass. En una entrevista con la revista Bass Player, dijo que prefiere el mástil de los Jazz Bass porque es más "femenino" y le queda mejor en la mano izquierda. En 2011, Fender Custom Shop produjo un Precision Bass de edición limitada construido según sus propias especificaciones en una serie limitada de 60 piezas, con un cuerpo de aliso y un acabado dorado brillante.
Los bajos de Clayton incluyen:
- Fender Precision Bass
- Fender Jazz Bass
- Ibanez Musician Bass
- Warwick Adam Clayton Reverso Signature Bass[19][20]
- Warwick Streamer Bass[21]
- Warwick Star Bass II[22]
- Gibson Thunderbird Bass
- Gibson Les Paul Triumph Bass
- Gibson Les Paul 70's Recording Bass, modelo desconocido
- Gibson Les Paul Signature Bass
- Lakland Joe Osborn Signature Bass
- Lakland Darryl Jones Signature Bass (con pastillas Chi-Sonic)
- Auerswald Custom Bass
- Bajo Epiphone Rivoli (visto en el video musical "Get On Your Boots")
- Rickenbacker 4001 Bass: utilizado en los primeros días de U2 alrededor de 1978/79
- Status John Entwistle Buzzard Bass
- Gibson RD Bass

Para la amplificación, Clayton comenzó con los amplificadores Ashdown y luego cambió a los amplificadores Aguilar.
- Amplificador de bajo Aguilar DB 751
- Aguilar DB 410 y 115 cabinas

## Proyectos paralelos
Clayton ha trabajado en varios proyectos paralelos a lo largo de su carrera. Tocó (junto con los otros miembros de U2) en el álbum homónimo de Robbie Robertson de 1987, y también actuó con Maria McKee. Clayton tocó la canción "The Marguerita Suite" en el álbum debut homónimo de Sharon Shannon que fue lanzado en octubre de 1991.  Se unió al productor de U2 Daniel Lanois y su compañero de banda Larry Mullen Jr. en el álbum de Lanois Acadie de 1989, tocando el bajo en las canciones "Still Water" y "Jolie Louise". En 1994, Clayton tocó el bajo junto con su compañero de banda Larry Mullen Jr. en el álbum Flyer de Nanci Griffith, tocando las canciones "These Days in an Open Book", "Don't Forget About Me", "On Grafton Street" y "This Heart ". En 1996, Clayton y Mullen contribuyeron a la banda sonora de la película de 1996 Mission: Impossible al volver a grabar el "Tema de Mission: Impossible". La canción alcanzó el número 7 en el Billboard Hot 100 y fue nominada al Premio Grammy a la Mejor Interpretación Instrumental Pop (Orquesta, Grupo o Solista) en 1997.  Clayton también apareció en el álbum de 1999 de Steven Van Zandt Born Again Savage.
Al igual que el resto de integrantes, Adam ha sabido dar un toque más que característico a las composiciones de U2 y ha sabido adaptarse de forma impecable a todos los estilos que la banda ha interpretado a lo largo de su dilatada trayectoria.

## Vida personal
Clayton fue el padrino en la boda de Bono con Alison Hewson (née Stewart) en 1982.
Clayton fue noticia en agosto de 1989 cuando fue arrestado en Dublín por transportar una pequeña cantidad de marihuana. Sin embargo, evitó la condena haciendo una gran donación a la caridad, y luego comentó: "fue mi culpa. Y estoy seguro de que estaba fuera de mi cabeza, emocionalmente aparte de cualquier otra cosa. Pero es grave porque es ilegal" Clayton también ha tenido problemas con el alcohol, que llegaron a un punto crítico durante el Zoo TV Tour. El 26 de noviembre de 1993 tenía tanta resaca que no pudo tocar el show de esa noche en Sídney, el ensayo general de su película de concierto de Zoo TV. El técnico de Clayton, Stuart Morgan, tuvo que hacerse cargo del bajo.  Después de ese incidente, decidió abandonar el alcohol, finalmente comenzó su sobriedad en 1996. El 26 de junio de 2017, Clayton recibió el Premio Stevie Ray Vaughan en el 13er Concierto Anual de Beneficios del Fondo MAP de MusiCares en reconocimiento a su compromiso de ayudar a otros con la recuperación de la adicción.
"La vida era bastante caótica. Realmente no me gusta ese tipo de intensidad, no me gusta ese tipo de actividad, así que aunque pude seguirlo, no estaba realmente en control, sería justo para decir. Todas las noches eran una fiesta, pero no creo que sintiera mucho contento o paz, eso es seguro. Estaría bien durante el día, estaría bien para el concierto pero después fue demasiado fácil salir toda la noche o simplemente seguir bebiendo en su habitación. Estaba empezando a darme cuenta de que cada vez que bebía, no podía estar realmente seguro del resultado. Y siempre empeoraba al día siguiente. Así que decidí dejarlo y deja de beber durante el tramo final de la gira ".
—Adam Clayton sobre su alcoholismo
Clayton permaneció soltero durante varias décadas hasta su matrimonio en 2013. A principios de la década de 1990, salió con la supermodelo inglesa Naomi Campbell. También tuvo una larga relación con Suzanne "Susie" Smith, ex asistente de Paul McGuinness; estaban comprometidos en 2006, pero la pareja se separó en febrero de 2007. En 2010, Clayton engendró un hijo con su entonces pareja. En 2013, confirmó que ya no estaba en esa relación.
El 4 de septiembre de 2013, a los 53 años, contrajo matrimonio con la modelo brasileña Mariana Teixeira de Carvalho en una ceremonia íntima que se celebró en Dublín. La pareja llevaba saliendo cuatro años y a principios de 2013 Clayton le propuso matrimonio a Mariana durante el carnaval de Brasil, según desveló la BBC. En 2017 tuvieron a su hija Alba. Clayton es padre de otro niño de una pareja anterior.
En 2009, el Tribunal Superior ordenó la congelación de los activos de Carol Hawkins, la ex ama de llaves y asistente personal de Clayton, luego de que se informara que ella había malversado fondos de 1,8 millones de euros. En el juicio posterior, se afirmó que esa cifra era de 2,8 millones de euros. Hawkins negó los cargos, pero en 2012 fue condenado por un jurado de 181 cargos de robo y sentenciado a 7 años de prisión.
El 25 de julio de 2017, Clayton y su esposa anunciaron la llegada de su hija, Alba. Se negaron a divulgar dónde y cuándo nació.

## Trabajo de caridad
En 2011, Clayton se convirtió en embajador de la instalación "Walk in My Shoes" del Servicio de Salud Mental del Hospital St Patrick's, con sede en Dublín.

## Premios
Clayton y U2 han ganado numerosos premios en su carrera, incluidos 22 premios Grammy, incluidos los de Best Rock Duo o Group siete veces, Album of the Year dos veces, Record of the Year dos veces, Song of the Year dos veces y Best Rock Album dos veces.